# Даллас Старз
«Да́ллас Старз» (англ. Dallas Stars) — профессиональный хоккейный клуб, выступающий в Национальной хоккейной лиге. Клуб базируется в городе Даллас, штат Техас, США. История клуба началась в 1993 году после переезда в Даллас команды «Миннесота Норт Старз».
За свою историю «звёзды» выиграли Кубок Стэнли один раз (в 1999 году), дважды выигрывали Президентский кубок (в 1998 и 1999 годах), трижды становились чемпионами Западной конференции и участвовали в финале Кубка Стэнли (1999, 2000, 2020) и девять раз выигрывали чемпионское звание своем дивизионе (Центральный — 1997, 1998 и 2016; Тихоокеанский — 1999, 2000, 2001, 2003 и 2006).

## История

### «Миннесота Норт Старз»
Когда в 1967 году руководство НХЛ приняло решение расширить лигу до 12 команд, они не могли обойти стороной Миннесоту — штат, который давал и продолжает давать наибольшее количество хоккеистов-американцев.
Новая команда «Миннесота Норт Старз» сыграла свой первый матч 21 октября 1967 года против «Калифорнии Силс» и победила 3:1. Игра состоялась на стадионе «Мет Центер» в городке Блумингтон, расположенном в 20 километрах от центра Миннеаполиса. На протяжении 26 лет «Мет Центер» был домом для «Северных Звёзд».
Несмотря на то, что в первом сезоне команда заняла всего лишь четвёртое место в Западном дивизионе, «Норт Старз» дошли до полуфинала Кубка Стэнли, проиграв там «Сент-Луису» в семи матчах. В следующем сезоне Миннесота не пробилась в плей-офф, но с 1970 по 1973 год молодая команда показывала неплохие результаты. «Норт Старз» постоянно играли в плей-офф, а в их составе выделялся Билл Голдсуорси.
С сезона 73/74 по сезон 78/79 «Норт Старз» находились среди аутсайдеров лиги и лишь один раз попали в плей-офф. Надежда появилась после 1979 года, когда команда поглотила развалившийся клуб «Кливленд Баронс», подписав сразу 8 хоккеистов из этой команды. В тот же год в составе клуба появился подающий надежды новичок Бобби Смит, набравший в своём первом сезоне 74 очка (30+44).
В 1981 году «Миннесота» впервые в своей истории вышла в финал Кубка Стэнли, но была довольно легко переиграна в пяти матчах восходящими к славе «Нью-Йорк Айлендерс».
После этого успеха «Норт Старз», чьими лидерами были Нил Бротен, Дино Сиссарелли, Бобби Смит, а затем Брайан Беллоуз, неплохо играли в регулярных чемпионатах, но в розыгрыше Кубка Стэнли выбывали на ранних этапах, проигрывая либо «Чикаго», либо «Сент-Луису».
В конце 80-х «Миннесота» снова скатилась в подвал таблицы НХЛ, однако это позволило ей выбрать на драфте 1988 года под первым номером Майка Модано.
Начало сезона 1990/91 не предвещало больших перемен — в начале регулярного чемпионата «Норт Старз» одержали всего одну победу в первых 9 играх и, хоть и попали в итоге в плей-офф, финишировали всего с 68 очками в 80 матчах. В плей-офф команда ведомая Модано, Беллоузом, Бротеном, Смитом и феноменально игравшим вратарём Джоном Кэйси, обыграла поочередно «Чикаго» и «Сент-Луис», затем выбили действующего обладателя Кубка Стэнли «Эдмонтон Ойлерз», и лишь в финале уступили в шести играх «Питтсбургу» во главе с Марио Лемьё.

### Переезд в Техас, успешный дебют (1993—1995)
В 1990 году команда была выкуплена Норманом Грином. К тому моменту у команды копились проблемы: низкая посещаемость и как следствие большие финансовые потери. Грин пытался договориться о переезде на новую арену или о строительстве новой в центре Миннеаполиса, но эти планы не реализовались. Одной из причин конфликта было то, что у Миннесоты и старой арены Met Center был контракт с «Pepsi», а у новой городской арены Target Center, открытый в 1990 м году и где уже играла команда NBA «Тимбервулз», был контракт с «Coke». Met Center готовили к сносу, так что Грин начал искать варианты увезти команду из Миннесоты. Миннеаполису сразу пообещали вернуть команду НХЛ в одном из первых расширений лиги (в 2000 году в Миннеаполисе появилась команда «Миннесота Уайлд»). Приоритетными вариантами для переезда были калифорнийские Сан-Хосе и пригород Лос-Анджелеса Анахайм: в Сан Хосе уже согласились перевезти нескольких игроков, а в Анахайме уже были готовы новая арена Анахайм-Арена и вариант названия «Los Angeles Stars». Намёком на переезд стал новый логотип команды, из которого убрали слово «North» — северные. Оба калифорнийских варианта не сложились, Анахайм и Сан-Хосе получили свои команды чуть позже, в частности, так появились «Могучие утки» из Анахайма. За отказ от переезда в Калифорнию НХЛ предложила Грину выбрать любой город для переезда, и так сложился вариант переезда в другой южный штат Техас. Даллас, поскольку в регионе пытались заполучить команду НХЛ, Техас считался Лигой перспективным рынком, а в переговорах с Грином участвовал среди прочих легендарный игрок местных «Даллас Ковбойз» Роджер Стаубак. В 1993 году Грин получил разрешение от НХЛ на то, чтобы это сделать, и 10 марта 1993 года было объявлено, что клуб перебирается в Даллас, заодно меняя название с «Норт Старз» на просто «Старз». От слова «Северные» (North) решили отказаться, поскольку команда уезжала на юг США, но зато название «Звёзды» отлично соответствовало прозвищу Техаса — «Штат одинокой звезды». Переезд команды в Даллас стал большим экспериментом для НХЛ, поскольку это был один из самых южных городов, где базировались команды Лиги, также в Техасе ранее никогда не было хоккея на высоком уровне, и неизвестно было, как к этому виду спорта отнесутся местные жители. Несмотря на отсутствие «большого» хоккея в Техасе существовали богатые традиции хоккея в низших лигах. В Центральной хоккейной лиге играли две команды из региона Даллас-Форт-Уэрт: Даллас Блэк Хокс и Форт-Уэрт Тексанс. Также на серьёзном уровне в штате развивался любительский и молодёжный хоккей.
Перед сезоном 1993/94 НХЛ переименовала конференции и дивизионы. «Старз» попали в Центральный дивизион Западной конференции. Планировалось, что команда будет проводить свои матчи на стадионе Reunion Arena, построенном в 1980 году. На этой арене играли свои матчи команда НБА «Даллас Маверикс», команда по футболу в залах «Даллас Сайдкикс», а также команда по арена-футболу «Даллас Тексанс».
В Даллас команда переехала вместе с несколько обновленным руководством. Легендарный канадский хоккеист Боб Гейни остался главным тренером «Старз». Он же с предыдущего сезона исполнял обязанности генерального менеджера. Перед началом первого сезона на позицию Президента и Исполнительного директора клуба был приглашён Джим Лайтс, ранее работавший в «Детройт Ред Уингз» исполнительным вице-президентом хоккейных операций.
Во время своего первого Драфта 1993 Даллас мог в первом раунде выбрать вратаря Жослена Тибо, форвардов Адама Дедмарша, Саку Койву или Тодда Бертуцци, однако остановил свой выбор на Тодде Харви, который запомнился лишь большим количеством штрафных минут, и уже в 1998 году покинул команду. Во втором раунде был взят Джейми Лангенбрюннер, который стал важной деталью будущих чемпионских команд Далласа и Нью Джерси. Были также подписаны или обменяны несколько будущих игроков основного состава: защитники Пол Каваллини («Вашингтон»), Дин Ивасон («Сан-Хосе»), вратарь Энди Муг («Бостон»). На драфте расширения Даллас никого не потерял, поскольку «Флорида Пантерз» забрали защитника Горда Мёрфи, который был частью обмена вратарей Энди Муга и Джона Кейси. По ходу сезона Даллас расстался с одним из лидеров Ульфом Даленом, за которого «Старз» получили непримечательных Майка Лалора и Дага Змолека. Зато по ходу сезона из Торонто перешёл форвард Грант Маршалл, выбранный в 1-м раунде драфта 1992, и позже ставший одним из важных игроков чемпионского состава.
Дебютный сезон в целом оказался удачным, «Старз» выиграли первый матч 5 октября 1993 года у «Детройт Ред Уингз». Автором первого гола в истории «Старз» стал Нил Бротен. В первый год на новом месте команда показала отличный результат, финишировав с 97 очками в регулярном чемпионате и одержав 42 победы. Оба результата были рекордными в истории франшизы. Майк Модано стал лицом новой команды, набрав 93 очка и забросив 50 шайб. В первом раунде была одержана победа над «Сент-Луисом» со счётом 4-0, однако затем в полуфинале конференции «Старз» проиграли «Ванкуверу», который позже дошёл до Финала Кубка Стэнли.
Второй сезон Далласа 1994/95 выдался достаточно неудачным. На драфте был лишь один удачный выбор — Марти Турко, который через несколько лет станет основным вратарем, а по ходу сезона в январе команду пополнил Кевин Хэтчер, брат Дериана. Любопытно, что по ходу сезона команду покинули сразу два капитана: Марк Тинорди ушёл в «Питтсбург» в качестве компенсации за Хэтчера-старшего, а буквально через месяц Нил Бротен уехал в «Нью-Джерси». Незадолго до начала Плэй-офф в «Ванкувер» отдали Расса Куртнолла, взамен за которого «Старз» получили Грега Адамса. Укороченный из-за локаута сезон «Даллас» провёл неудачно, набрав лишь 42 очка в 48 играх и проиграв заключительные 4 игры. Тем не менее, этого все равно хватило для того, чтобы попасть в плей-офф. Там, впрочем, «Старз» быстро проиграли «Детройту» 1-4.

### Выстраивание чемпионской команды, доминирование в лиге (1995—2001)
Сезон 1995/96 «Даллас» начал неудачно, но именно в этом сезоне были заложены основы будущей чемпионской команды. В течение сезона через обмены в команду пришли Ги Карбонно (Сент-Луис), Бенуа Хог (Торонто), Дэррил Сидор (Лос-Анджелес), Джо Нуиндайк (Калгари). Взамен «Старз» расстались с ветеранами Полом Бротеном, Дэйвом Ганье, Трентом Клэттом, Кори Милленом. «Калгари» взамен за Нуиндайка получил Джерома Игинлу, которого «Старз» выбрали в первом раунде прошедшего драфта, хотя изначально «Флэймз» планировали забрать у «Далласа» Тодда Харви. Дебютировал финский нападающий Йере Лехтинен, сразу ставший одним из лучших форвардов оборонительного плана всей лиги. По ходу сезона в команде пытался закрепиться лучший бомбардир и ассистент российской хоккейной лиги предыдущего сезона Николай Борщевский, однако травмы не позволили ему этого сделать. Но главное, 8 января 1996 года в команду пришёл новый главный тренер Кен Хичкок, а Боб Гейни сосредоточился на работе генеральным менеджером. Несмотря на все это сезон 1995/96 завершился провалом — всего 66 очков в 82 матчах с отставанием 12 очков от попадания в Кубок Стэнли.
На состоянии команды сказывались продолжавшиеся финансовые проблемы Нормана Грина. В декабре 1995 года команда была продала команду новому владельцу бизнесмену Тому Хиксу за 84 миллиона долларов. 79 миллиона Грин получил деньгами, также ему предоставили услуги консалтинга на 10 лет, оцениваемые в 5 миллионов. При определённых условиях Грин также мог получить ещё 1,5 миллиона. Именно Хикс инициировал радикальные изменения в составе, трейды и подписание Кена Хичкока.
Новый владелец и удачные трейды позволили «Далласу» удачно провести сезон 1996/97. Летом из «Питтсбурга» был выменян Сергей Зубов (в обмен на Кевина Хэтчера), ставший ключевой фигурой в обороне «Старз» на долгие годы вперёд. Считалось, что с Кевином было принято решение расстаться из-за того, что он оказывал плохое влияние на младшего брата Дериана, который уже тогда несмотря на молодой возраст был не только капитаном, но и полноценным лидером команды. Летом 1996 году команду пополнили опытные Пэт Вербик и Дэйв Рид, позже сыгравшие ключевую роль в становлении Чемпионской команды. Помимо Зубова в команде появились ещё два игрока с пост-советского пространства, которые, однако, надолго в «Старз» не задержались, — Сергей Макаров и вратарь Артур Ирбе. Хичкок успешно привил команде оборонительный стиль, ставший популярным в середине 90-х. Команда не так много забивала, но практически не пропускала. Лишь два хоккеиста из числа тех, что провели больше 9 игр, завершили сезон с отрицательным показателем «Плюс-минус». Даллас выиграл соревнования в Центральном дивизионе, на 10 очков обогнав занявший второе место «Детройт». Лучше, чем «Старз» сезон провел лишь «Колорадо Эвеланш», набравший 107 очков. В первом раунде Кубка Стэнли «Даллас» встретился с «Эдмонтоном», которому достаточно неожиданно проиграл в семи матчах. Последний матч был проигран в овертайме со счётом 3:4. На редкость плохо себя проявила оборона, в 7 играх «Даллас» в сумме пропустил 21 шайбу.
Перед сезоном 1997/98 «Даллас» ещё больше укрепил тыл, подписав контракт со звёздным, но скандальным голкипером Эдом Бельфором. Энди Муг, который ранее был в течение нескольких лет основным вратарём, в статусе свободного агента перешёл в «Монреаль» и вратарь Артур Ирбе.
На Драфте в первом раунде был выбран будущий капитан Бренден Морроу. Состав был достаточно крепким, лишь перед началом Кубка Стэнли был совершен трейд с «Рейнджерс», откуда были получены опытные Майк Кин и Брайан Скрудланд. Взамен были отданы Боб Эрри и ещё один игрок, ранее выбранный «Далласом» в первом раунде драфта Тодд Харви. Сезон «Старз» завершили невероятно удачно, одержав 49 побед и набрав 109 очков, благодаря чему был выигран Кубок Президента. Даллас стал забивать ещё меньше (всего 242 заброшенных шайбы), но почти перестал пропускать — 167 шайб (лучше результат был лишь у Нью-Джерси, 166). Модано по ходу сезона претендовал на титул самого результативного сезона, был признан лучшим игроком октября, однако в начале декабря в игре против «Эдмонтона» Брайан Марчмент нанёс ему тяжёлую травму колена, из-за которой лидер «Старз» пропустил 30 игр, а после возвращения его результативность снизилась. В сезоне 97/98 «звёзды» финишировали первыми в регулярном чемпионате НХЛ, выиграв первый в своей истории Президентский кубок. В первом раунде Кубка Стэнли «Даллас» победил Сан-Хосе со счётом 4-2, во втором раунде «Старз» снова встретились с «Эдмонтоном», но на этот раз одержали уверенную победу в серии со счётом 4-1. В финале конференции «Звёзды» уступили в «Детройту» со счётом 2-4. По итогам сезона Йере Лехтинен стал лучшим форвардом оборонительного плана, выиграв Приз имени Фрэнка Джей. Селке, а Нил Бротен получил Приз Лестера Патрика, вручаемый за вклад в развитие хоккея в США. Также отличился Бельфор, ставший самы «непробиваемым» вратарём с коэффициентом 1,88.

#### Победа в Кубке Стэнли (сезон 1998—1999)
Перед сезоном 1998/99 «Старз» подписали контракт с Бреттом Халлом и, как оказалось, он стал последней составной частью для создания команды-чемпиона. Халл вместе с подписавшим весной новый контракт Модано (43,5 миллиона долларов за 6 лет) и Лехтиненом составил ударную тройку, а во втором звене играли удачно сочетавшиеся Нуиндайк, Лангенбрюннер и ветеран Рид. Любопытным выглядело приглашение силовика-бойца Брента Северина, который в предыдущем сезоне, играя за «Анахайм» во время массовой потасовки изрядно побил Сидора. Команду покинули ветераны Хог и Адамс. В качестве запасного вратаря был вызван чешский вратарь Роман Турек, который затем удачно подменял Бельфора. «Даллас» снова стал лучшим в регулярном чемпионате, а в плей-офф, обыграв «Сент-Луис», «Колорадо» и в финале «Баффало», завоевали свой первый Кубок Стэнли. Решающим стал шестой матч финала, в третьем овертайме которого Бретт Халл забросил победную шайбу в ворота Доминика Гашека. Гол получился противоречивым, поскольку показалось, что Халл при этом находился во вратарской площадке. Лучшим игроком плей-офф был признан нападающий «Старз» Джо Нуиндайк. Эд Бельфор и Роман Турек на двоих выиграли Приз Уильяма М. Дженнингса самой надёжной вратарской бригаде, а Лехтинен снова стал лучшим форвардом оборонительного плана. В матче всех Звёзд «Даллас» представили сразу четыре игрока: Модано, Зубов, Бельфор и Сидор, также Хичкок тренировал сборную Северной Америки. Также в этом сезоне у команды появился неофициальный гимн. Крэйг Людвиг договорился с музыкантами группы «Pantera», чтоб те записали песню для «Старз». Так появилась песня «Даллас Старз», которую затем регулярно стали включать во время домашних игр «звёзд».
В свое чемпионское межсезонье «Старз» подписали контракты с ветераном Кирком Мюллером, а позже из «Чикаго» перешли ещё два ветерана — защитники Дэйв Мэнсон и Сильван Котэ. 31 декабря 1999 года в матче против «Анахайма» Бретт Халл забросил свою 600-ю шайбу в карьере. «Старз» снова стали победителями своего Дивизиона, заняв второе место в Западной конференции. В Кубке Стэнли «Даллас» снова победил «Эдмонтон» и «Сан Хосе» (оба раза по 4-1). В финале Конференции «Даллас» во второй год подряд победил «Колорадо», причём снова со счётом 4:3. В финале сошлись две команды, олицетворявшие закрытый оборонительный хоккей второй половины 90-х: «Даллас» и «Нью-Джерси», причем впервые с 1995 года у «Старз» не было преимущества домашней площадке в серии Кубка Стэнли. «Даллас» неплохо начал серию, одержав победу во втором матче на арене противника, однако затем были проиграны оба домашних матча. В ультра-закрытом пятом матче «Старз» смогли одержать победу на арене противника — в третьем овертайме гол Майка Модано принес победу «Далласу». Основное время шестого матча, прошедшего в Техасе, тоже завершилось вничью. Во втором овертайме победу и Кубок Стэнли для Нью-Джерси заработал Джейсон Арнотт. По итогам сезона Бельфор получил новый приз по итогам сезона — Приз Роджера Крозье за наивысший процент отбитых бросков.
Сезон 2000/01 «Даллас» снова провёл удачно, был снова выигран Тихоокеанский дивизион. Команда одержала 48 побед, заняв третье место в Западной конференции. В первом раунде «Даллас» победил «Эдмонтон» со счётом 4-2, но во втором раунде «Старз» всухую проиграли «Сент-Луису», забросив за четыре матча лишь шесть шайб.

### Падение результатов (2001—2008)
В сезоне 2001/02 «Даллас» претерпел большую перестройку, команду покинули многие прежние лидеры. Ещё летом в «Детройт» ушёл Бретт Халл, также команду покинули ведущие форварды-разрушители Майк Кин и Грант Маршалл. В качестве свободных агентов были подписаны Пьер Тарджон и снайпер Дональд Одетт. Команду также пополнили ветераны Валерий Каменский, Роб Димайо, вернулся Пэт Вербик. Малопримечательным в то межсезонье прошло подписание контракта с Джимом Монтгомери (из «Сан-Хосе»), который через полтора десятка лет станет главным тренером команды. В июле была открыта новая арена «American Airlines Center», куда «Старз» переехали с «Reunion Arena», где играли с 1993 года. Команда неожиданно для всех слабо начала регулярный чемпионат, один из худших отрезков своей карьеры провёл Эд Бельфор, что привело к увольнению тренера Кена Хичкока уже по итогам 50 игр. К тому моменту «Даллас» занимал 4-е место в дивизионе с 52 очками. В команде накопилась серия конфликтов, которые не удавалось погасить. Так в январе 2001 года конфликт с Хичкоком привёл к тому, что вратарь Эд Бельфор покинул расположение команды. Завершающие игры сезона командой руководил его многолетний ассистент главного тренера Рик Уилсон. Боб Гейни ушёл с поста Генерального менеджера, перейдя на позицию консультанта, его сменил Даг Армстронг, работавший ассистентом Гейни уже много лет. Несмотря на все попытки, ситуацию исправить не удалось, «Даллас» улучшил результаты, но все равно не попал в плей-офф, что стало достаточно удивительным для многих. Команду покинули игроки, которых приглашали ещё по ходу сезона (Одетт, Каменский, Брюне, Ручински). В последний день трейдов из «Старз» ушли ещё два бывших лидера: Джо Нуиндайк и Джейми Лангенбрюннер перешли в «Нью-Джерси» в обмен на Рэнди Макей и автора победного гола в Кубке Стэнли 2000 в ворота «Далласа» Джейсона Арнотта. Несмотря на все попытки команда одержала лишь 36 побед, а набранных 90 очков не хватило, чтобы попасть в плэй-офф, «Старз» отстали от 8-го места на 4 балла.
Одной из причин кризиса стала неудачная кадровая политика команды: в течение многих лет «Старз» не смогли получить на драфте ни одного нового хоккеиста, зато ростер пополнило большое количество ветеранов.
Перед сезоном 2002/03 Даг Армстронг был утвержден на посту генерального менеджера, а главным тренером назначен Дэйв Типпетт, который ранее три года работал ассистентом главного тренера в «Лос-Анджелесе». Армстронг начал с противоречивого решения: он обменял 13-й выбор на Драфте взамен на три выбора «Вашингтона» (номера 26, 42 и 185). Ещё один выбор в первом раунде отправился в «Коламбус» в обмен на запасного вратаря Рона Тагнатта. «Даллас» в итоге мог выбрать пять хоккеистов в числе первых 43 выборов на драфте, но в итоге из всей пятерки лишь Тревор Дэйли, выбранный последним, смог закрепиться в лиге. Три игрока, включая Мартина Вагнера, выбранного в первом раунде, не провели ни одной игры в НХЛ, Тобиас Стефан, выбранный под номером 34, провёл 11 игр. Особенно удивительным выглядело решение выбрать венгерского игрока Яноша Ваша. Семь остальных игроков с драфта также не провели в НХЛ ни одной игры. Сразу после драфта Даллас покинул ещё один ведущий игрок — права на Эда Бельфора были обменяны в «Нэшвилл». Место основного вратаря было поручено неплохо проявившему себя ранее Марти Турко. Защиту был призваны укрепить ветераны Стефан Робида и Фил Буше, а нападение — звёздный снайпер Билл Герин, Скотт Янг, вернувшийся в команду после 8 лет отсутствия Ульф Дален. и уже по ходу сезона обменянный из «Финикса» Клод Лемье. Ещё одним новичком команды стал защитник-боец Аарон Дауни, который подарил Лиге один из самых ярких нокаутов в истории, вырубив с одного удара Джесси Булерайса из «Каролины». «Старз» удачно начали сезон, захватив лидерство в дивизионе. В последний день для трейдов «Даллас» пригласил ещё двух ветеранов — Стю Барнса и Лайла Оделейна. Благодаря невероятно удачно проведенной концовке сезона «Даллас» смог обогнать «Детройт» и стать лучшей командой Конференции. Лучше «Старз» сезон провела лишь «Оттава», набравшая на два очка больше. Традиционно в первом раунде Кубка Стэнли «Даллас» встретился с «Эдмонтоном». Несмотря на то, что из первых трех матчей «Старз» выиграли лишь один, затем последовали три победы и общая победа в серии 4-2. Во втором раунде «Старз» встретились с «Анахаймом», и эта серия началась с игры, продлившейся более 140 минут! В самом начале пятого овертайма Петр Сикора принес победу «Уткам». Второй матч также прошёл в Далласе и также завершился поражением. «Старз» смогли отыграться до счёта 2-3, однако в шестой игре победу в матче и во всей серии одержал «Анахайм». Решающая шайба была заброшена примерно за минуту до конца матча. Сезон, в целом, можно было признать удачным, «Старз» реабилитировались после прошлогоднего провала. Марти Турко, завершивший сезон с показателем надежности 1,72, что стало лучшим результатом с 1940 года. Впрочем, титул лучшего вратаря он получить не смог, «Везина» Трофи выиграл Мартин Бродёр. Турко достался приз Роджера Крозье за лучший коэффициент отбитых бросков. Турко и Хэтчер попали в символическую сборную Лиги, а Модано занял 11-е место в соревновании лучших бомбардиров. Йере Лехтинен выиграл третий для себя Приз Фрэнка Джей. Селки.
Перед сезоном 2003/04 Армстронг вновь отдал выбор в первом раунде. В обмен из «Анахайма» были получены два выбора во втором раунде. При этом «утки» получил будущую звезду Кори Перри, а «Старз» выбрали Войтека Полака и Би. Джей. Кромбина, которые в лиге себя не проявили. Во втором раунде был выбран Луи Эрикссон, который позже станет лидером команды. Команда продолжила избавляться от стареющих лидеров: Дериан Хэтчер перешёл в «Детройт», а Дэррил Сидор — в «Коламбус». Вместо них через серию трейдов был получен Теппо Нумминен, а с рынка свободных агентов взят Дон Суини. Новые контракты с командой подписали среди прочих Майк Модано (9 миллионов долларов за 1 год), Йере Лехтинен (4 года), Ричард Матвийчук, Нико Капанен (по 1 году). Модано после ухода Хэтчера получил капитанскую повязку, но с первых же недель сезона он демонстрировал низкую результативность. Впервые с 1991 года Модано не стал одним из двух лучших бомбардиров «Старз», набрав 44 очка в 76 играх и заработав худший в команде и худший в своей карьере показатель полезности минус 21. В ноябре команда провела 7-матчевую серию без побед, а затем потерпела ещё 5 поражений подряд. После Нового года «Старз» удалось исправить ситуацию, в январе в 16 играх были одержаны 9 побед и набраны 21 очко. В результате «Даллас» смог подняться на 2 место в дивизионе, одержав 41 обеду — во многом благодаря Марти Турко, который в 78 играх продемонстрировал показатель надежности 1,98. На финише сезона «Старз» проиграли ещё 4 игры подряд, но смогли финишировать на 5-м месте в конференции. В первом раунде Кубка Стэнли «Далласу» противостоял «Колорадо», выигравший первые две игры. «Звёзды» ответили победой в 3-м матче, завершившемся в овертайме. Однако «Эвеланш» смогли победить дважды подряд (четвёртый матч завершился во 2-м овертайме) и выиграли серию.
На драфте 2004 Армстронг снова решил обменять выбор в первом раунде на более поздний (28-й вместо 20-го), получив дополнительно выборы в 2-м, два выбора в 3-м и выбор в 5-м раунде. В результате всех обменов «Даллас» выбрал на драфте 10 хоккеистов, из них три — во втором раунде, а всего четыре раза из первых 56. Несмотря на это лишь выбранный последним во 2-м раунде Никлас Гроссманн задержался в Лиге, отыграв за «Старз» шесть сезонов, а 7 игроков не провели в НХЛ ни одной игры. Сезон, к слову, не состоялся из-за недоговорённости профсоюза игроков (НХЛПА) и руководства лиги. 15 сентября комиссар НХЛ Гэри Бэттмен объявил, что начало сезона откладывается, а в феврале сезон был отменен полностью.
После локаута «Даллас» провёл достаточно удачный драфт, выбрав в первых раундах Джеймса Нила и Мэтта Нисканена. Новый контракт со «звёздами» подписал Майк Модано — его соглашение было рассчитано на 17,25 миллионов долларов за 5 лет. Команду также пополнили защитник Мартин Шкоула, вернулся Стефан Робида, из Финляндии приехал выбранный в 2001 году на драфте Юсси Йокинен. Полноценный сезон провёл Тревор Дэйли. Сезон «Даллас» начал удачно, одержав 4 победы в первых 5 матчах, а затем в ноябре выиграл 10 из 13 игр. Команда уверенно заняла первое место в Тихоокеанском дивизионе, так его и не уступив. «Даллас» одержал невероятные 53 победы в 82 матчах, что, во многом, было обусловлено удачным исполнением буллитов, в которых преуспели игроки «Старз», особенно Юсси Йокинен, реализовавший 10 из 13 попыток, и Сергей Зубов, забивший 7 из 12. Всего «Старз» довели 13 матчей до серии буллитов и выиграли 12 из них. «Старз» заработали второй посев в Западной конференции. В этом сезоне Модано смог реабилитироваться за позапрошлогодний провал, набрав 77 очков в 78 играх. Удачно играла финская «диаспора» — Йокинен, Лехтинен, Капанен, Миеттинен, Хагман, Ниинимаа. В плей-офф «Даллас» снова получил в противники «Колорадо». «Старз» считались фаворитами серии, а некоторые аналитики называли их фаворитами всего Кубка Стэнли. Тем не менее, уже в первой игре «Даллас» проиграл со счётом 2:5 (хотя и забил две первых шайбы). Последовало ещё одно поражение в овертайме 4:5. В третьем матче «Колорадо» сравнял счёт на предпоследней минуте, а в овертайме Алекс Тангуэй принёс победу «Эвеланш», и счёт в серии стал 3-0 в пользу «Колорадо». «Звёзды» смогли победить в четвёртом матче, однако пятая игра, снова ушедшая в овертайм, завершилась голом Эндрю Брюнетта, который также поставил точку в сезоне «Старз».
Перед сезоном 2006/07 в «Далласе» произошли несколько существенных перемен. Ассистентом генерального менеджера по развитию игроков стал бывший вратарь команды Энди Муг, помощником главного тренера стал другой бывший игрок Ульф Дален. Команду покинули Джейсон Арнотт, Нико Капанен, а контракт популярного у болельщиков Билла Герина был выкуплен. Команду пополнили Майк Рибейро, Патрик Штефан, Джефф Хэлперн, Мэттью Барнэби. Вернулся Дэррил Сидор, к основе подпустили молодых Майка Смита, Джоэля Лундквиста, Криса Коннера, Никласа Гроссманна. Громким подписанием выглядел контракт с Эриком Линдросом, который пытался вернуться на прежние позиции. Примечательным выглядело назначение нового капитана: нашивку забрали у Модано и передали молодому Брендену Морроу. «Старз» ударно начали сезон, одержав 11 побед в 13 матчах. Небольшой спад наметился в начале января, но в феврале и марте команда одержала серию побед. В последних 17 матчах Даллас проиграл в основное время лишь дважды, одержав 13 побед. 13 марта 2007 года в матче против «Сан-Хосе» свою 500-ю шайбу в НХЛ забросил Майк Модано, ставший лишь вторым уроженцем США, добившимся этого результата. Через четыре дня Модано забросил 503-ю шайбу, побив прежний рекорд по шайбам, заброшенным рождёнными в США хоккеистами, которым владел Джо Маллен. Несмотря на заработанные 50 побед, «Даллас» занял лишь 3-е место в Дивизионе и 6-е в Конференции. Противником «Старз» в Кубке Стэнли стал «Ванкувер». Первый матч завершился в четвёртом овертайме, победу держал «Ванкувер». «Даллас» после этого проиграл ещё две игры в трёх матчах. Вслед за этим «Старз» смог победить дважды, но решающая игра в Ванкувере была проиграна со счётом 1:4. «Старз» все свои победы одержал всухую, а всего Марти Турко за семь матчей пропустил лишь 13 шайб, причём первая игра фактически продлилась как два с лишним регулярных матча. Плей-офф подтвердил проблему всего сезона: «Старз» почти не забивал. Лучшим бомбардиров команды стал Майк Рибейро, набравший лишь 59 очка в 81 игре. Лишь два игрока в сезоне забили больше 20 шайб. Линдрос оказался почти не заметен, забросив лишь 5 шайб и набрав лишь 26 очков в 49 матчах — после этого сезона Эрик завершил карьеру. В результате «Даллас» в третий раз подряд завершил участие в Кубке Стэнли на стадии первого раунда. Также по ходу сезона в Далласе состоялся матч всех звёзд, в котором «звёзд» представляли Марти Турко и Филипп Буше.
Перед сезоном 2007/08 «Даллас» впервые за долгое время получил топ-звезду на драфте: в шестом раунде был выбран Джейми Бенн. Очередная встряска случилась в руководстве: после конфликта с владельцем Томом Хиксом команду покинул президент Джим Лайтс, работавший в «Старз» с перерывами с 1993 года. Команда неудачно начала сезон: в первых 13 играх были одержаны лишь пять побед. Неудачное начало стоило места работы генеральному менеджеру: Даг Армстронг был отправлен в отставку, а на его место назначили двух согенеральных менеджеров — Леса Джексона и бывшего звёздного снайпера «Старз» Бретта Халла, который лишь летом вернулся в «Даллас» на позицию советника по хоккейным операциям. Встряска команде помогла, в ноябре и декабре ситуацию последовали победные серии, а после удачного февраля (семь побед подряд — лучший результат в истории «Старз») место в плей-офф выглядело почти гарантированным. В начале января «Старз» продлили контракт (25 миллионов за 5 лет) с Рибейро, ставшим лидером и самым результативным игроком команды, а 26 февраля «Даллас» провернул один из самых громких трейдов в своей истории, заполучив из «Тампы-Бэй» Брэда Ричардса, за которого отдали Майка Смита, Юсси Йокинена и Джеффа Хэлперна. Ричардс в первом же матче в форме «звёзд» набрал пять очков. В марте «Старз» проиграли 9 игр из 11, но в плей-офф команда попала с пятого места. В первом раунде «Старз» одолели «Анахайм» со счётом 4-2. Во втором раунде «Даллас» разобрался с «Сан-Хосе» с таким же счётом, причём решающая игра была выиграна в четвёртом овертайме. Эта игра стала восьмой по продолжительности в истории НХЛ. Финал Западной конференции против «Детройта» «Даллас» начал неудачно, проиграв три игры подряд. «Звёзды» одержали две победы, однако в шестой игре «Ред Уингз» победили, отправив «Даллас» в отпуск. По ходу сезона Майк Модано вышел на первое место по результативности среди игроков, рождённых в США, обогнав Фила Хаусли (1232 очка). Работу Халла и Джексона была оценена руководством команды по заслугам, оба получили трёхлетние контракты.

### Упадок, эпоха генерального менеджера Джо Нуиндайка (2008—2013)
Сезон 2008/09 Даллас начал слабо, одержав лишь 4 победы в 11 матчах. После неудачного ноября (ещё лишь 4 победы в 12 матчах) был достаточно неплохой декабрь (8 побед в 13 играх). Впрочем, отставание от зоны плей-офф быстро росло, и уже в марте стало ясно, что за Кубок Стэнли в этом сезоне побороться не получится. Команда мало забивала, неудачно играла в неравных составах. Неплохие дебюты новичков Джеймса Нила и Фабиана Браннстрома не смогли компенсировать травмы и неудачные кадровые решения. Также в самом начале сезона капитан Бренден Морроу получил травму крестообразных связок колена, а Шон Эйвери, перешедший в «Даллас» перед этим сезоном, был отстранён за некорректные комментарии про личную жизнь защитника Диона Фанёфа. Эксперимент с попыткой Клода Лемье вернуться в хоккей не удался, и он был отправлен в Сан-Хосе. Значительное число игр из-за травм также пропустили лидеры Ричардс и Зубов, в результате впервые с 2002 года и лишь в третий раз в своей истории «звёзды» не попали в плей-офф. В игре против «Рейнджерс» 6 февраля «Старз» установили рекорд результативности, забросив 10 шайб (в бытность «Миннесотой» команде семь раз удавалось забросить 10 или более шайб).
Перед сезоном 2009/10 у команды снова сменилось руководство: вместо Джексона и Халла пост генерального менеджера получил другой бывший звёздный лидер «Старз» Джо Нуиндайк. Он уже через неделю после назначения уволил тренера Дэйва Типпетта и назначил Марка Кроуфорда, попытавшегося поставить команде более атакующий стиль. В качестве ассистентов были назначены Чарли Хадди и ещё две экс-«звезды» Энди Муг и Стю Барнс. Финансовые проблемы владельца «Далласа» Тома Хикса усугубились, команда не могла позволить себе траты на новых игроков, платёжная ведомость «Старз» была на 11 миллионов долларов ниже «потолка зарплат». Из команды вновь ушёл Дэррил Сидор, о завершении карьеры объявил Сергей Зубов. Команда не могла реализовать все задумки тренера, ни разу за сезон «Даллас» не выиграл больше 3 игр подряд, заняв в итоге последнее место в Дивизионе. Впервые в своей истории «Старз» не попали в Кубок Стэнли второй год подряд. По ходу сезона был совершён удачный трейд, в «Старз» перешёл Кари Лехтонен, за которого «Атланте» отдали Ивана Вишневского, выбранного в 1-м раунде за несколько лет до того, а также выбор в 4-м раунде драфта 2010.
Перед сезоном 2010/11 «Даллас» покинули три любимых болельщиками хоккеиста: не были подписаны новые контракты с вратарём Марти Турко (ушедшим в Чикаго) и многолетним лидером Майком Модано, а Йере Лехтинен завершил карьеру. За обмен 40-летнего Модано, подписавшего позже контракт с «Детройтом» (из родного для себя штата Мичиган) генерального менеджера Нуиндайка очень жестко критиковали, а сам Модано после этого затаил злобу на бывшего партнёра ещё по чемпионскому составу. На драфте «Даллас» в 1-м раунде выбрал вратаря Джека Кэмпбелла, а в 5-м раунде команде достался швед Йон Клингберг, позже ставший одним из лидеров команды. Кари Лехтонен получил новый 3-летний контракт. 7 января в команду вернулся Джейми Лангенбруннер, за которого «Нью-Джерси» отдали выбор в 3-м раунде на грядущем драфте. Также был произведён крайне непопулярный среди болельщиков трейд, вызванный плохим финансовым положением: в Питтсбург отправились лидеры Джеймс Нил и Мэтт Нисканен (позже выигравшие с «Пингвинз» несколько Кубков Стэнли), а взамен был получен защитник Алекс Голигоски. «Даллас» не попал в плей-офф, заняв последнее 5-е место в Тихоокеанском дивизионе, однако при этом оказался на 9-м месте в конференции (отставание от 8-го места составило лишь 2 очка), набрав 95 очков и установив рекорд — наибольшее число очков за всю историю среди команд, не попавших в розыгрыш Кубка Стэнли. После завершения сезона за неудовлетворительные результаты был уволен тренер Марк Кроуфорд. По итогам сезона сразу две звезды чемпионского «Далласа» попали в Хоккейный Зал Славы — Эд Бельфор и Джо Нуиндайк.

#### Банкротство и продажа Тому Гальярди (2011)
На игре и результатах «Далласа» сказалась трудная финансовая ситуация. С 2008 по 2011 годы команда принесла убытки в размере 92 миллионов долларов. По этой причине «Даллас» не мог удержать лидеров и был вынужден обменивать перспективных игроков. «Даллас» не смог ничего получить за уход Брэда Ричардса, Майка Модано, за символическую компенсацию из «Далласа» ушёл Джеймс Нил. В 2010 году владелец команды Том Хикс проиграл тяжбу по уплате кредитов и его обязали вернуть заемщикам $ 525 миллионов. Был начат поиск потенциальных покупателей для «Старз», а весной 2011 года финансовое управление командой взяла на себя НХЛ. 13 сентября «Даллас» был признан банкротом, а имущество команды должно было быть распродано на аукционе. На то, чтобы купить «Даллас» претендовали нефтяной магнат Даг Миллер, владелец команды НБА «Даллас Мэверикс» Марк Кьюбэн, бизнесмен из Детройта Кристофер Чарльтон и медиамагнат Чак Гринберг, известный тем, что неоднократно и безуспешно пытался приобрести клуб НХЛ. В 2011 году новым владельцем стал Том Гальярди, бизнесмен из Ванкувера, президент компании Northland Properties. Сумма сделки составила 290 миллионов долларов, но деньгами Гальярди заплатил лишь 50 миллионов, остальное ушло на обслуживание долга. На продаже команды кредиторы потеряли несколько десятков миллионов.
Кризис в команде привёл к тому, что средняя посещаемость игр «Далласа» упала до 10 023 человек, что было худшим результатом в лиге.
Перед началом сезона 2011/12 в команду символически вернулся Майк Модано, подписавший однодневный контракт, чтобы завершить карьеру в составе родной команды. Первым кадровым назначением со стороны Гальярди было приглашение бывшего президента Джима Лайтса. Новым главным тренером команды вместо уволенного после завершения предыдущего сезона Марка Кроуфорда стал бывший тренер фарм-клуба Глен Гулутцан. На рынке свободных агентов были взяты несколько игроков, которые позже неплохо проявили себя: Майкл Райдер закрепился в первом звене, Шелдон Сурей серьёзно укрепил оборону, а Вернон Фиддлер и Эрик Найстрём стал любимцем фанатов. Команда резво стартовала в сезоне, одержав 22 победы в 38 играх, но после нового года начала валиться. Лишь в конце февраля удалось вернуться в хорошую форму, и в результате «Старз» вернулись на первое место в Тихоокеанском дивизионе. Неплохо играл вратарь Кари Лехтонен, несколько раз признанный одной из лучших звёзд месяца. «Даллас» до последнего контролировал свою судьбу, однако в семи последних матчах команда потерпела шесть поражений включая два от «Сан-Хосе», с которым шла борьба за попадание в плей-офф. В результате за тур до конца сезона команда снова не попала в Кубок Стэнли — в четвёртый раз подряд.
В сезон 2012/13 команда вновь потеряла лидеров, заменить которых был призван новый набор подписанных ветеранов: в «Даллас» пришли 40-летние Рэй Уитни и Яромир Ягр. Вместо обменянного в «Вашингтон» Майка Рибейро из «Баффало» был взят Дерек Рой, за которого, впрочем, пришлось отдать популярного у фанатов Стива Отта. Впрочем, сезон всё никак не начинался, старт был отложен, начался локаут. Лига и Профсоюз игроков договорились к январю, и в сезоне были запланированы лишь 48 игр. Новые контракты с командой в ожидании начала сезона подписали Кари Лехтонен и Джейми Бенн. «Даллас» неудачно начал короткий сезон, но держался относительно недалеко от зоны плей-офф. В апреле последовала серия из 5 побед подряд, однако команда снова провалила концовку, вновь проиграв шесть заключительных матчей из семи. Частично причиной тому стала распродажа ведущих игроков, проведенная незадолго до окончания сезона. Райдер ушёл в «Монреаль», Ягр — в «Бостон», Рой — в «Ванкувер». Многолетний капитан «звёзд» Бренден Морроу был обменян на однофамильца Джо в «Питтсбург». По итогам сезона команда установила антирекорд, не попав в плей-офф в пятый раз подряд.
По ходу сезона на сайте команды болельщиками была выбрана символическая сборная всех времён. Голосование шло на протяжении сезона, весной участников сборной объявляли во время домашних матчей команды. В состав команды попали: Эд Бельфор, Марти Турко, Сергей Зубов, Дэррил Сидор, Дериан Хэтчер, Ричард Матвичук, Стефан Робида, Крэйг Людвиг, Майк Модано, Брет Халл, Йере Лехтинен, Джо Нуиндайк, Бренден Морроу, Джейми Лангенбрюннер, Джейми Бенн, Луи Эрикссон, Билл Герин, Стю Барнс, Ги Карбонно и Стив Отт.

### Эра Джима Нилла, большой ребрендинг (с 2013)
29 апреля 2013 года, через день после завершения сезона 2012/13, с поста генерального менеджера клуба был уволен Джо Нуиндайк. Его место занял Джим Нилл, 19 лет проработавший в системе «Детройт Ред Уингз». Поначалу Нилл объявил, что планирует внимательно проанализировать работу главного тренера Глена Гулуцена, однако через 10 дней тот был уволен. В 130 матчах за 2 сезона под руководством Гулуцена «звёзды» одержали лишь 64 победы, дважды не попав в плей-офф. Вместе с Гулуценом команду покинул его ассистент Пол Джеррард. 31 мая на пост Директора хоккейных операций был приглашён Скотт Уайт, ранее работавший генеральным менеджером фарм-клуба «Техас Старз». 21 июня 2013 года был назначен новый главный тренер. Седьмым главным тренером в истории команды стал бывший наставник «Баффало Сейбрз» Линди Рафф, проведший с «клинками» 16 сезонов.
Обновление продолжилось и визуально: «Даллас» сменил цветовую гамму и логотип, в цветах стало больше зелёного, основной цвет символически назывался «Победный зеленый» (Victory Green). Также у команды появился новый «маскот» — человекоподобный лохматый Виктор И. Грин (аллюзия на название цвета).
Первым игроком, выбранным «новым» «Далласом» на драфте НХЛ 2013 года (под номером 10), стал россиянин Валерий Ничушкин. За неделю до драфта «Даллас» подписал контракт с защитником Сергеем Гончаром. Нил решил серьёзно встряхнуть команду, совершив громкий трейд и обменяв из «Бостона» 2-го номера драфтеа 2010, 21-летнего Тайлера Сегина. Вместе с ним в «Даллас» перешли Рич Певерли и защитник Райан Баттон, а в обратном направлении были отправлены Луи Эрикссон и молодые хоккеисты Райли Смит, Джо Морроу и Мэтт Фрэйзер.
В новом сезоне «Даллас» вернулся в Центральный дивизион — после 15 лет, проведенных в Тихоокеанском. Руководство и игроки часто жаловались на то, что приходилось проводить много времени в разъездах и проводить матчи в другом часовом поясе. Благодаря возвращению в Центральный дивизион, расписание игр команды стало более удобным для трансляций в Техасе.
В первый же сезон работы Нила команда вышла в плей-офф, где в первом раунде в 6 матчах уступила «Анахайм Дакс». В этом же сезоне Джейми Бенн стал первым игроком «Старз», попавшим в первую символическую сборную НХЛ, а Тайлер Сегин с 84 результативными баллами занял 4-е место в гонке бомбардиров. 10 марта во время матча с «Коламбусом» Рич Певерли перенёс сердечный приступ. Игрок перенес операцию по поводу нерегулярного сердцеебиения, и фактически завершил карьеру, перейдя на работу в системе клуба.. Также был произведен символический жест: из обращения вывели номер 9, под которым играл многолетний лидер команды Майк Модано.
Перед следующим сезоном Нил произвёл ещё один громкий трейд, заполучив ещё одного бывшего второго номера драфта. На этот раз из «Оттавы» в обмен на Алекса Чейссона, Алекса Гаптилла и Николаса Пола был получен Джейсон Спецца. На рынке свободных агентов Нил подписал Алеша Гемски, который в предыдущем сезоне именно в связке со Спеццей провел очень сильный отрезок. Практически полностью зачистили ряды защитников: Гончар был отправлен в «Монреаль» в обмен на Трэвиса Моэна, Кевин Коннотон через драфт отказов ушёл в «Коламбус», а Бренден Диллон был обменян в «Сан-Хосе» на Джейсона Демерса. Также из «Техаса» был вызван молодой шведский защитник Йон Клингберг, быстро ставший одним из лидеров команды. Компенсировать ушедших защитников не удалось, вратари в «Даллас» заняли второе с конца место по проценту отражённых бросков. Команда снова не попала в плей-офф, зато Джейми Бенн выиграл «Арт Росс Трофи», набрав решающий результативный балл за 8,5 секунд до конца последней игры сезона. Он стал первым хоккеистом «Далласа» получившим этот трофей. По ходу сезона Майк Модано был введен в Хоккейный Зал Славы.
Перед сезоном 2015/16 на драфте были выбраны Денис Гурьянов и Роопе Хинц, также через трейды и с рынка свободных агентов среди прочих были взяты несколько бывших игроков чемпионского «Чикаго» Антти Ниеми, Джонни Одуйя и Патрик Шарп. Команду покинули завершивший карьеру Рич Певерли, Шон Хоркофф, Тревор Дэйли. Удачная кадровая работа привела к тому, что впервые с 2006 года «Даллас» смог выиграть титул победителя дивизиона, а позже впервые с 1998 года стал лучшей командой в Западной конференции, одержав 50 побед. В первом раунде Кубка Стэнли со счётом 4-2 была повержена «Миннесота», но во втором раунде «Даллас» проиграл со счётом 3-4 «Сент-Луису». По итогам сезона Бенн, занявший второе место в гонке лучших бомбардиров Лиги, во второй раз попал в первую символическую сборную NHL.
Перед сезоном 2016/17 команду покинули несколько ведущих игроков: Голигоски отправился в «Аризону», вратарь Джек Кэмпбелл — в «Лос-Анджелес». Также команду покинули Одуйя и Джорди Бенн, зато были получены права на вратаря Бена Бишопа. В результате конфликта с тренером Валерий Ничушкин вернулся в Россию. На драфте «Даллас» выбрал Райли Тафти в первом раунде. Весь сезон оказался неудачным, травмы преследовали команду весь год, «Даллас» снова не попал в плей-офф, отстав от проходного места на 15 очков. По ходу сезона номер 26 был навечно закреплен за Йере Лехтиненом. В результате было принято решение не продлевать контракт с тренером Линди Раффом.
Перед началом сезона 2017/18 «Даллас» подписал контракт с тренером, который принес клубу Кубок Стэнли, — Кеном Хичкоком. Также «Даллас» снова отказался от своего бывшего выбора в первом раунде: Джейми Олексяк отправился в «Питтсбург». Команду также среди прочих покинули Ниеми, Шарп и Гемски. В качестве усиления были подписаны контракты с Мартином Ганзалом и Александром Радуловым. На драфт-лотерее команда выиграла право выбирать под номером 3, и, выбирая между Миро Хейсканеном и Кейлом Макаром, было принято решение выбрать финского защитника. Драфт оказался успешным, помимо Хейсканена были выбраны будущие игроки основного состава вратарь Джейк Оттинджер, нападающие Джейсон Робертсон и Джейкоб Петерсон. По итогам сезона «Даллас» снова не попал в плей-офф, уступив «Колорадо», занявшему 8-е место в конференции, три очка. По ходу сезона было объявлено, что Йере Лехтинен будет введен в Зал славы ИИХФ.
Перед сезоном 2018/19 была снова затеяна большая перестановка. Новым главным тренером был назначен бывший игрок команды Джим Монтгомери, успешно тренировавший на уровне студентов NCAA, где вместе с «Денвером» он выиграл чемпионский титул, и за пять сезонов четырежды попадал в лучшую четверку по итогам года. В межсезонье команду покинули Антуан Руссель и Дэн Хэмьюс, а пополнили среди прочих российский вратарь Антон Худобин и вернувшийся Ничушкин. Долгосрочные контракты подписали Тайлер Сегин (на 8 лет) и Эса Линдель (на 6 лет). По ходу сезона был выменян Матс Цуккарелло, и регулярный сезон удалось завершить на 7-й позиции в Западной конференции. Первый раунд плей-офф оказался успешным, «Даллас» одолел «Нэшвилл» со счётом 4-2. Во втором «Даллас» в семи матчах проиграл «Сент-Луис Блюз». По итогам сезона Майк Модано был введен в Зал Славы ИИХФ. Ярким моментом сезона стало исполнение на видео-кубе песни «Sweet Victory» во время матча против «Миннесота Уайлд» 2 февраля. Автор «Губки Боба» Стивен Хилленберг умер в ноябре, и в среде спортивных фанатов была популярна идея убедить организаторов «Супербоула» включить эту песню в музыкальное шоу в перерыве игры. Этого в итоге не случилось, и через несколько дней после этого на игре «Старз» было показано это видео, в котором костюмы персонажей были перекрашены в зелёный цвет, а сам видео-ряд был дополнен кадрами со зрителями и игроками «Далласа». Видео стало вирусным в интернете как в среде фанатов хоккея, так и среди поклонников «Губки Боба».

#### Финал Кубка Стэнли 2020, коронавирусный сезон
На драфте новичков у «Далласа» был только один выбор в первых трёх раундах, и под номером 18 команда выбрала защитника Томаса Харли. Тренером остался Джим Монтгомери, который был уволен по ходу сезона в декабре из-за проблем с алкоголем. Также были подписаны контракты с ветеранами Джо Павелски и Кори Перри. Цуккарелло ушёл в «Миннесоту», а ещё команду снова покинул хоккеист, выбранный в первом раунде: Юлиус Хонка вернулся в Финляндию. Также летом был выкуплен контракт Ничушкина, который за сезон не забил ни одной шайбы. Сезон выдался скомканным, поскольку в марте был прерван из-за пандемии COVID-19. Рестарт сезона состоялся 1 августа 2020 года со стадии плей-офф с участием 24 клубов. «Даллас» смог попасть в плей-офф, где стартовал с группового этапа квалификационного раунда. Проиграв «Вегасу» и «Колорадо», но выиграв у Сент-Луиса в овертайме, «Даллас» занял в группе 3-е место. В первом раунде Кубка Стэнли одолел «Калгари», хотя и уступал поначалу 1-2. Во втором раунде «Даллас» одолел «Колорадо» в семи матчах, хотя изначально добился перевеса со счётом 3-1. В полуфинале был обыгран «Вегас». «Даллас» вышел в финал Кубка Стэнли впервые за 20 лет. благодаря надёжной игре защиты и вратаря Антона Худобина. Это сыграло свою роль в финале, где «Даллас» одержал победу в первом матче со счётом 4:1, но затем проиграл трижды. В пятом матче благодаря усилиям Худобина во втором овертайме была одержана победа, однако в шестом матче «Тампа-Бэй» оказалась сильнее, завершив весь сезон в свою пользу.
В последующем сезоне тренером команды остался Рик Боунесс, наладивший игру в защите. На драфте «Даллас» имел только один выбор в первых трёх раундах, и в 1-м раунде был выбран Маврик Бурк. В одну тройку на регулярной основе были объединены ветеран Джо Павелски, а также новички Роопе Хинтц и Джейсон Робертсон. Несмотря на успех этой тройки, а также на неплохую игру молодого вратаря Оттинджера, сезон выдался неудачным, «Даллас» из-за слабой середины сезона снова не попал в плей-офф. Робертсон претендовал на звание лучшего новичка сезона, но в итоговом голосовании его опередил россиянин Кирилл Капризов.
Перед сезоном 2021/22 «Даллас» снова избавился от игрока, выбранного ранее в первом раунде драфта: Джейсон Дикинсон отправился в «Ванкувер» в обмен на выбор в 3-м раунде. На драфте среди прочих были выбраны Уайатт Джонстон и Логан Станковен. Контракт на 8 лет подписал Миро Хейсканен. По ходу сезона карьеру завершил Бен Бишоп, который почти полтора года не выступал из-за травмы. Также команду пополнили защитник-ветеран Райан Сутер, вратарь Брэйден Холтби и Яни Хакянпаа. По ходу сезона за Сергеем Зубовым был навечно закреплён номер 56. Команда тяжело стартовала в сезоне, но благодаря неплохой концовке смогла попасть в плей-офф, где в первом же раунде проиграла «Калгари Флэймз». Выбранные на драфте годом ранее Станковен и Джонстон получили награды по итогам сезона Канадской хоккейной лиги: Станковен был признан Самым выдающимся игроком сезона (David Branch Player of the Year Award), а Джонстон стал самым результативным игроком (Top Scorer Award).
Перед сезоном 2022/23 завершились контракты у Йона Клингберга, Джейсона Робертсона и Джейка Оттинджера. Джейк подписал новый контракт 1 сентября (3 года, 12 миллионов долларов), а 5 октября был подписан контракт с Робертсоном (4 года, 31 миллион долларов). Уволенного главного тренера Рика Боунесса заменил бывший главный тренер «Вегаса», «Сан-Хосе», «Нью-Джерси» и «Флориды» Питер Дебур. Его ассистентами стали Стив Спотт, с которым Дебур работал в «Сан-Хосе» и «Вегасе», а ранее в Хоккейной лиге Онтарио и тренер «Нью-Джерси» Алан Насреддин. На год с понижением зарплаты продлил контракт Павелски. Команду покинули три ветерана: Радулов вернулся в Россию, контракт Бишопа обменяли в «Баффало», а Клингберг ушёл в «Анахайм». В первом раунде драфта под номером 18 был выбран швейцарский защитник Лиан Биксель, в качестве свободных агентов в «Старз» пришли Мейсон Марчмент и Колин Миллер, а 19 сентября в результате обмена с «Рейнджерс» «Даллас» получил защитника Нильса Лундквиста, который в 2018 году был выбран в 1-м раунде драфта. Новый контракт получил вратарь Скотт Уэджвуд. Перед началом сезона также был утвержден собственный Зал Славы, первыми участниками которого стали Боб Гейни и Дериан Хэтчер. Также 12 сентября на год был продлен контракт генерального менеджера Джима Нилла. В заявке на сезон впервые с 1994 года оказался тинэйджер-североамериканец — Уайатт Джонстон. Первые три игры под руководством Дебура «Старз» выиграли — впервые в истории. В октябре был представлен ретро-дизайн формы на этот сезон в черно-зелено-серебристых цветах. 25 ноября в игре против «Виннипега» Джейсон Робертсон установил клубный рекорд по продолжительности результативной серии — 14 матчей. В той же игре Робертсон забросил 17 и 18 шайбу в сезоне, впервые за долгое время став первым представителем «Далласа», кто лидировал бы в гонке снайперов НХЛ. В январе Дебур был назначен на пост тренера Центрального дивизиона Матча всех звезд — ранее это удавалось лишь Кену Хичкоку в конце 90-х и Линди Раффу в 2016-м. В январе ещё один контракт на год с понижением зарплаты подписал Павелски. 26 февраля команду покинул ещё один игрок выбранный в 1-м раунде драфта: Денис Гурьянов (12-й выбор на драфте 2015) был обменян в «Монреаль» на Евгения Дадонова. 2 марта «Даллас» получил из «Чикаго» Макса Доми и вратаря из АХЛ Дилана Уэллса в обмен на 2-й выбор драфта 2024 года и Антона Худобина. 9 марта со счётом 10:4 был обыгран «Баффало», что стало вторым случаем в истории «Старз» (9-м, если считать историю «Миннесоты»), когда команда забивала 10 или более шайб, также это было сделано впервые на чужом льду (третий раз в истории франшизы). Робертсон стал первым игроком в истории «Далласа», которому удавалось два сезона подряд забросить более 40 шайб, также он побил рекорд «Старз» по набранным за регулярный сезон очкам, а затем 3 апреля первым в истории «Далласа» набрал 100 очков за регулярный чемпионат. В той же игре «Старз» обеспечили себе место в плей-офф Кубка Стэнли. 10 апреля Павелски, забросив 27-ю шайбу в сезоне, набрал 1000-е очко в карьере. По итогам сезона Робертсон попал в символическую первую пятерку НХЛ, а Джонстон, забросивший 24 шайбы, — в сборную новичков. Личных наград «Звёзды» не получили, но в семи номинациях попали в топ-10, зато Джим Нилл был назван лучшим генеральным менеджером года. В Зал славы хоккея был включен Пьер Тарджон, отыгравший за «Старз» три сезона в начале 2000х.
Перед сезоном 2023/24 Макс Доми ушёл в «Торонто», новый контракт с «Далласом» подписал Дадонов (2 года, 4.5 млн.), в качестве свободного агента пришёл Мэтт Дюшен. Продлилась традиция избавляться от игроков, выбранных в первых раундах драфта: Райли Тафти в статусе свободного агента перешёл в «Колорадо». С 1 июля на пост Директора по развитию игроков был назначен бывший вратарь «Старз» Бен Бишоп, а 24 июля контракт генерального менеджера Джима Нилла был продлён ещё на два года. Эд Бельфор и тренер Кен Хичкок были введены в Зал Славы «Старз», а Джейми Лангенбрюннер - в Американский зал славы. 29 февраля Джим Нилл совершил значимый обмен, получив из "Калгари" защитника Криса Танева, отдав в замен несколько выборов на драфтах, а также защитника Артема Грушникова. В первом же раунде плэй-офф Даллас взял реванш за вылет в прошлогоднем Кубке Стэнли у "Вегаса", который был к тому же обладателем этого трофея. Это был первый случай в истории "Старз" и первый с 1965 года, если считать историю в Миннесоте, когда команда выиграла серию, уступая 0-2: до 2024 года Миннесота/Даллас проиграли 14 таких серий подряд. Главный тренер Питер Дебур стал лишь вторым тренером в истории НХЛ, который одержал бы 8 побед в седьмых матчах серий. При этом команды Дебура не потерпели ни одного поражения в таких матчах.

## Атрибутика клуба
После переезда из Миннеаполиса «Старз» сохранили цвета, символику и дизайн формы. Логотип команды тоже фактически не изменился. Основные изменения начались через несколько лет после переезда, а всерьез цвета изменились уже в 2013 году.

### Цвета
Основным цветом команды был и остается зелёный, который присутствовал в символике предшественников «Миннесота Норт Старз» и «Калифорния Голден Силз». Менялись лишь оттенки зелёного, в разное время он становился темнее и светлее. Второстепенными цветами стали также унаследованные от Миннесоты чёрный и желто-золотистый. Золотистый также со временем менял оттенки, становясь темнее. В 2008 году после изменения дизайна свитеров основными цветами команды стали чёрный и белый. Зелёный и золотистый использовались исключительно в окантовке букв и цифр.
В 2003 году была создана третья альтернативная форма, в которой основным цветом стал чёрный, а второстепенными — красный и зелёный. Эти расцветки оказались непопулярными у фанатов, за два сезона на продаже символики удалось заработать 400 тысяч долларов. В 23 играх, сыгранных в такой форме, были одержаны 13 побед при 7 поражениях.
Ребрендинг 2013 года оставил зелёный в качестве основного цвета (хоть и был снова изменён оттенок), а в качестве дополнительных стали использоваться белый и чёрный. От золотистого было принято решение отказаться.

### Логотип

Логотип «Даллас Старз» использовавшийся с 1994 по 2013 годы

Логотип «Старз» после переезда из Миннеаполиса практически не изменился, было лишь мелким шрифтом зелёного цвета добавлено название города — «Dallas» над буквами «Stars». Также все цвета логотипа стали темнее. Перед сезоном 1994/95 логотип стал ещё темнее. С таким логотипом команда играла до 1999 года, когда был выигран Кубок Стэнли. После этого цвета логотипа чуть осветлили. В таком виде логотип существовал до 2013 года. Логотип вернули для «Ретро-формы» в сезоне 2021/22 годов.
В 2003 году была предпринята попытка создать альтернативный логотип. В качестве символа была выбрана голова быка, поверх которой были расположены небольшие звёзды, соединённые белыми чертами. Справа поверх рога была изображена звезда с изогнутым следом красно-жёлтого цвета. Логотип был негативно принят болельщиками, его сравнивали с формой женской матки, так родилось прозвище «Mooterus» — словослияние «Moo» и «Uterus». Логотип использовался на альтернативной третьей форме, и от всего комплекта отказались уже через три года.
В 2008 году команда отказалась от использования крупного логотипа на свитерах. В течение пяти сезонов на груди хоккеистов было написано слово «Dallas». Логотип остался лишь на альтернативной белом свитере, который использовали до 2010 года.
В 2013 году был произведен ребрендинг, впервые с 1991 года принципиальным образом был изменён логотип. Центральное место логотипа по-прежнему занимала звезда, однако бело-серебристого цвета. Поверх звезды была расположена буква «D» — также в бело-серебристой расцветке и также слегка наклоненная вправо. Вокруг этих элементов была двойная окантовка — чёрная и зелёная. Небольшое изменение было сделано в 2021 году, когда зелёный цвет стал чуть ярче.
В 2019 году у «Старз» появился альтернативный логотип. Для «Зимней классики» была разработана новая форма, а логотипом стали слово Stars с звездой вместо «A» и большая буква «D» белого цвета. Такой логотип был представлен 6 ноября 2019 года. Логотип был исполнен в традициях техасского хоккея: так в 1940-е годы выглядел логотип команды «Dallas Texans», игравшей в USHL. В этой форме «Даллас» одержал победу над «Нэшвиллом» со счётом 4:2.

### Дизайн формы
Изначально «Старз» выступали в свитерах «Миннесоты» с небольшими дополнениями: на плечах появилась символика штата Техас. Домашняя форма была белого цвета с чёрными трусами и белыми гамашами. На плечах свитеров была чёрная полоса с зелёной окантовкой, поверх которой располагались логотип и номер. Внизу на свитере и на гамашах ниже колена была чёрная полоса с белой и зелёной окантовкой. Гостевая форма была полностью чёрного цвета, полоса на свитере и гамашах сохранилась, но была белого цвета с зелёной каймой. В 1995 году полосы на свитере и гамашах стали крупнее. Номер на спине домашней формы был зелёным с белой и чёрной окантовкой, а на плечах — белым с зелёной окантовкой. На гостевой форме использовался белый шрифт с зелёной окантовкой. В 1997 году появилась «альтернативная» форма. Поверх чёрной основы был положен зелёный цвет в форме звезды с белой и золотистой окантовкой. Гамаши у этой формы были зелёными с чёрным низом и бело-золотистой полосой ниже колена.
В 1999 году такой дизайн стал основной гостевой расцветкой. Для домашней формы использовалась зелёная основа с белым цветом в виде большой звезды поверх неё. Номера и фамилии были выполнены в зелёном цвете с золотистой и чёрной окантовкой. Гамаши были белого цвета с черно-золотистой полосой ниже колена.
В 2003 году после того, как в НХЛ приняли решение, что домашняя форма команд должна быть темной, а гостевая — светлой, цвета поменялись: бело-зелёная форма стала гостевой, черно-зелёная — домашней. В том же году появился новый альтернативный дизайн: чёрная майка с элементами красного и зелёного и золотистой каймой. Гамаши были чёрными с красно-золотистой полосой. Фамилии и номера были белыми с золотистой и чёрной каймой. Этот дизайн стал крайне непопулярным и просуществовал лишь два сезона.
Перед сезоном 2007/08 «Старз» сменили технического спонсора, заключив контракт с «Reebok». Прежний дизайн нельзя было разместить на предлагаемых фирмой шаблонах, поэтому форма стала минималистичной: домашняя форма чёрного цвета с белыми буквами и золотистой окантовкой. На гамашах и рукавах были по две бело-золотистые тонкие полосы. Гостевая форма была белой с зелёными буквами и цифрами с золотисто-чёрной окантовкой. Полосы на рукавах и гамашах были золотисто-зелёными. Вместо логотипа на домашней форме было дугой написано название города Dallas. Логотип был помещен на плечи. На гостевой использовался логотип, а справа-сверху от него небольшой номер игрока. На плечах этой формы была карта штата Техас зелёного цвета. В 2008 году была добавлена «альтернативная» гостевая форма, отличавшаяся от обычной гостевой тем, что вместо логотипа на груди было дугой написано слово «Даллас». Логотип был перемещен на плечи. В 2011 году такая форма стала основной гостевой.
В 2013 году был проведен большой ребрендинг, у команды сменились цвета и логотип. Также изменились и свитера. Домашняя форма снова стала зелёной с новым логотипом на груди, а фамилии и номера писали белым цветом без окантовок. Низ свитера был белым с чёрной полосой. Такие же полосы (по сути бело-черно-белые) были а рукавах и гамашах. Трусы оставались чёрными, а гамаши были белыми для гостевой формы и зелёными для домашней. В 2017 году после того, как форму стала поставлять фирма «Adidas», чуть изменилось расположение элементов, но цвета и символика остались прежними.
В сезоне 2019/20 для «Зимней классики» была представлена «олдскульная» форма бело-зелёного цвета с альтернативным логотипом. Основным цветом стал зелёный, а белый использовался на плечах, на полосах рукавов, также былым был логотип — слово STARS со звездой вместо буквы «А». Этот дизайн напоминал форму Dallas Texans, в 40-е годы игравшей в USHL, однако красный цвет «Техасцев» был заменен на зелёный, а на левом рукаве были очертания штата Техас серого цвета с зелёной окантовкой. У этой формы были серые трусы, светло-коричневые краги и зелёные гамаши с широкой белой полосой ниже колена. В команде приняли решение сознательно отказаться от чёрного цвета для этой формы.
В сезоне 2020/21 году «Даллас» представил сразу две альтернативных формы. Первая была представлена в популярных «неоновых» цветах. Основым цветом формы стал чёрный, а в качестве второстепенного цвета использовался кислотно-салатовый. Им была написана фамилия, а номера писали черно-зелетным цветом с кислотно-салатовой окантовкой. Эта форма была заявлена в качестве третьей на сезон 2022/23. В ней команда запланировала провести 12 игр.
Также вместе с остальными командами Лиги в сезоне 2020/21 для «Старз» был представлен комплект в ретро-дизайне белого цвета. Свитер, гамаши и трусы были белого цвета, на груди был помещен старый логотип из 90-х годов с заметной белой основой. Фамилии и номера были написаны зелёным цветом в бело-чёрной окантовке. Также на свитере была представлена черно-зелёная обводка в виде «звезды» как у формы 1997—2006 годов. Впервые эту форму использовали 15 марта 2021 года. Впервые в своей истории «Даллас» сыграл сезон, используя четыре разных варианта дизайна формы.
В сезоне 2022/23 была представлена «Реверсивная ретро-форма», которая содержала отсылки к форме первого сезона команды в НХЛ. Свитер был чёрного цвета, в нижней части была широкая зелёная полоса, которая была оформлена чёрной и белой каймой. На плечах была зелёная полоса с серебристой окантовкой. На форме был изначальный логотип — зелёная звезда (с рельефными тенями) с серебристой окантовкой, над которой были серебристые буквы Stars — где вместо "A" был верхний луч звезды. На плечах были расположены логотипы в форме штата Техас. Цифры и буквы на спине были белыми, у цифр была зелено-серебристая окантовка.

### Маскот
13 сентября 2014 года публике был представлен первый в истории команды официальный талисман под именем Виктор И. Грин (англ. Victor E. Green). Маскот представляет собой абстрактное зелёное существо с рожками в форме крюков клюшки. Имя талисмана обыгрывает фирменный оттенок цвета команды — «Victory Green».

## Аффилированные клубы низших лиг
В систему «Старз» входят две команды: в AHL интересы «Далласа» представляет «Техас Старз», в ECHL — «Айдахо Стилхедз». «Техас» играет в Центральном дивизионе Западной конференции AHL, домашние игры проводит на арене «H-E-B Center» в Сидар-Парке. «Айдахо» — в Горном дивизионе Западной конференции ECHL, домашние игры проводит на арене «Idaho Central Arena» в Бойзи (штат Айдахо). Трижды фарм-клубы «Далласа» выигрывали первенство в своих лигах: «Техас» победил в AHL в сезоне 2013/14, а «Айдахо» выиграл турнир в ECHL в 2003/04 и 2006/07.

### Фарм-клубы «Старз» в IHL (1993—2001)
После переезда из «Миннесоты» у «Старз» остались партнёрские отношения с клубом IHL «Каламазу Уингз». В 1995 году эта команда сменила название на «Мичиган К-Уингз», а соглашение с «Далласом» работало до 2000 года. В «Каламазу» начинали будущие значимые игроки «Старз» как Дериан Хэтчер, Ричард Матвийчак, Майк Кеннеди, Грант Маршалл, Мэнни Фернандес, Джейми Лангенбрюннер, Тодд Харви, Роман Турек, Брэд Лукович, Петр Бузек, Тони Хёркес, Аарон Гейви, Джон Сим, Марти Турко. В «Уингз» ненадолго в разные годы оказывались Йере Лехтинен и Бренден Морроу.
В 2000 году фарм-клубом «Далласа» стала команда «Юта Гриззлис». Этот клуб был основан годом ранее в Денвере, но в 1995 году после того, как в Колорадо появился клуб «Эвеланш», был совершен переезд. «Юта» изначально работала с «Нью-Йорк Айлендерс» (1994—1998).

### Фарм-клубы «Старз» в AHL (с 2001)
Фарм-клуб «Старз» сменил пять городов, а в один из сезонов «Старз» работали с пятью разными клубами.
Первым фарм-клубом стали «Юта Гриззлис», сменившие в сезоне 2001/02 IHL на AHL. В течение трех последующих сезонов молодые игроки «Старз» стажировались в «Юте», после чего «Даллас» заключил контракт с другой командой. За четыре сезона в «Гризлиз» успели поиграть задрафтованные «Далласом» Джейми Райт, Джон Сим, Рик Джекман, Джон Эрскин, Роман Ляшенко, Нико Капанен, Антти Миеттинен, Джим Монтгомери, позже ставший главным тренером команды, Джейсон Бакашихуа, Дэн Эллис и Майк Смит. В сезоне 2001/02 Монтгомери стал лучшим бомбардиром команды. В «Гризлиз» начинал будущий лидер «Старз» Стив Отт. Один сезон в «Юте» отыграл Денис Швидкий, который при этом был на контракте «Флорида Пантерз».
В «локаутном» сезоне 2004/05 молодые звёзды «Далласа» играли в двух командах — «Хьюстон Аэрос» и «Гамильтон Булдогс».
В 2005 году новым «фарм-клубом» «Старз» стала возрождённая команда «Айова Старз». Местные бизнесмены при поддержке инвестора из Далласа приобрели права на франшизу «Луисвилл Пантерз», которая отыграла два сезона на рубеже веков и возродили её под названием «Айова Старз». Команда с таким названием провела один сезон в CHL в 1969/70 году. В Айове удачно начинали Луи Эрикссон, Би Джей Кромбин, Никлас Гроссманн, Крис Коннер, Крис Барч, Майк Смит, Дэн Эллис, Мэтт Нисканен, Тобиас Стефан, Джеймс Нил. Три сезона в Айове пытался начать североамериканскую карьеру выбранный «Старз» под номером 32 на драфте 2002 венгр Янош Ваш. В «Айове» также стажировалась молодежь «Эдмонтона» (2005/06) и «Анахайма» (2007/08).
В 2008 году было закончено строительство подготовительного центра в техасском Сидар-Парке, и было объявлено о том, что фарм-клуб уезжает из Айовы. «Айова» изменила свое название на «Чопс», также сменив цветовую гамму и логотип: они стали красно-бело-чёрными, а логотипом стала большая свиная морда. Таким образом в сезоне 2008/09 молодые игроки «Далласа» играли в нескольких клубах — «Гамильтон Булдогс», «Манитоба Мус», «Пеория Ривермен» и «Гранд-Рапидс Гриффинс».
В 2009 году лига AHL приняла решение, что в Техасе появится новая команда, которая стала бы фарм-клубом для «Далласа». Владельцу «Старз» Тому Хиксу поставили условие приобрести уже существующую команду и перевезти её в Техас в течение года. Условие было выполнено 4 мая 2010 года, когда Хикс приобрёл «Айову», пропустившую сезон, а лига одобрила покупку и фактическое слияние обеих франшиз. Команда получила название «Техас Старз» и цветовую гамму «Далласа».
Первый сезон «Техаса» стал успешным, команда вышла в плей-офф AHL, добралась до финала, где в шести матчах уступила «Херши Беарз».
Кубок Колдера (трофей за победу в плей-офф AHL) команда смогла завоевать в сезоне 2013/14, когда команда стала лучшей в Западной конференции, а затем последовательно обыграла «Оклахому-Сити» (3-0), «Гранд Рапидс» (4-2), «Торонто» (4-3) и в финале «Сент-Джон» (4-1). В НХЛ из той команды пробились Кёртис Маккензи, Колтон Севиур, Бретт Ритчи, Джейми Олексяк, Патрик Немет, Джек Кэмпбелл. Первые шаги в американском хоккее в том сезоне сделали будущие лидеры «Далласа» Радек Факса и Йон Клингберг.
Ещё один успешный сезон «Техас» провел в 2017/18, когда снова вышел в финал, где в семи матчах уступил «Торонто».
Два тренера «Техаса» позже стали главными тренерами в НХЛ — Глен Гулуцан (два года руководивший «Старз») и Уилли Дежарден (выигравший Кубок Колдера, но получивший шанс тренировать в Ванкувере и Лос-Анджелесе).

### Фарм-клубы «Старз» в ECHL (2003—2004, c 2005)
Перед сезоном 2003/04 «Даллас» договорился о сотрудничестве с командой «Стилхедз» из Айдахо, получив третий клуб в свою систему. С того сезона «Стилхедз» представляли интересы «Старз» в этой лиге (за вычетом укороченного из-за локаута сезона 2004/05).
Первый год сотрудничества стал чемпионским для «Айдахо», впрочем, из молодых игроков «Старз» там играл лишь вратарь Дэн Эллис, ставший при этом одной из причин удачного сезона, показав в плей-офф коэффициент надежности 1,86 при проценте отбитых бросков 93,8 %, а также выиграв 13 игр из 16.
Другой удачный сезон «Айдахо» случился через три года, команда выиграла Кубок Келли. На этот раз в команде играло больше игроков из системы «Далласа». В частности, там начинал Би Джей Кромбин, который затем провёл 7 сезонов в НХЛ, играя также за «Сент-Луис» и «Тампу-Бэй».
В сезоне 2009/10 «Айдахо» выиграл Кубок Брэбхема за лучший результат в регулярном сезоне. В том сезоне за «Айдахо» по несколько матчей сыграли задрафтованные «Далласом» Сергей Коростин, Тревор Людвиг (сын легенды «Далласа» Крэйга), Люк Газдич и вратарь Ричард Бакман. «Стилхедз» вышли в финал Кубка Келли, но проиграли там «Цинциннати».
После 2019 года в игре «Стилхедз» наступил спад, команда не добиралась до плей-офф три сезона подряд, хотя до того ни разу в своей истории не пропускала плей-офф в лигах, в которых играла.
Сезон 2022/23 принес «Айдахо» ещё один Кубок Брэбхема и выход в финал розыгрыша Кубка Келли, где команда проиграла «Флориде». Этот сезон в «Стилхедс» провели находившиеся на контракт «Далласа» Доусон Барто (драфт 2018), вратари Адам Скил (на контракте с 2021), Реми Порье (драфт 2020) и Дилан Уэллс (пришёл в 2023-м), а также один из топ-проспектов Антони Стрэйнджис (драфт 2020), проведший в «Айдахо», набравший 12 очков в 12 играх. По завершении сезона партнёрские отношения с "Айдахо" продлили ещё на два года.

### Фарм-клубы «Старз» в CHL (2009—2014)
Свой фарм-клуб был у «Старз» и в Центральной хоккейной лиге. В 2009 году, когда в городе Аллен (Техас) была создана команда «Аллен Американс», было объявлено о партнёрских отношениях по развитию молодых игроков «Старз» в этом клубе.
4 мая 2012 года было объявлено, что бывшие звёзды чемпионского «Далласа» Майк Модано, Крэйг Людвиг и Эд Бельфор станут совладельцами команды. Позже ещё один бывший обладатель Кубка Стэнли в составе «Старз» был назначен ассистентом генерального менеджера: Ричард Матвийчук занял этот пост, также он стал тренером защитников.
Партнёрские отношения продолжились до 2014 года, когда ЦХЛ закрылась, а некоторые клубы включая «Аллен» были переведены в ECHL. В «Старз» приняли решение сохранить партнерство с «Айдахо», с кем к тому моменту сотрудничали уже более 10 лет.
В 2013 и 2014 годах «Аллен» выигрывал первенство ЦХЛ, получая Кубок Президента Рэя Мирона.
Сотрудничество с «Алленом» несмотря на географическую близость было не особо продуктивным. За все годы в «Аллене» поиграл лишь один будущий игрок «Старз» — Джорди Бенн. Также в команде пробовали заявить о себе находившиеся в системе «Старз» сыновья бывшего защитника «Старз» Крэйга Ладвига Тайлер и Тревор.

## Игроки «Старз» в Залах Славы
Несколько игроков «Старз» включены в различные Залы Славы.
В Американский Зал славы хоккея попали Нил Бротен (2000), Бретт Халл (2009), Кевин и Дериан Хэтчеры (2010), Майк Модано (2012), Билл Герин (2013), Скотт Янг (2017), Джейми Лангенбрюннер (2023). Братья Хэтчеры и Модано в этом Зале славы находятся дважды, ещё один раз они туда введены как игроки сборной США, выигравшей Кубок Мира 1996 года (2016).
В Зал хоккейной славы включены Бретт Халл (2009), Эд Бельфор, Джо Нуиндайк (оба 2011), Майк Модано (2014), Сергей Зубов и Ги Карбонно (оба 2019), Пьер Тарджон и Кен Хичкок (2023). Также в Зал хоккейной славы были включены Дино Сиссарелли (2010, играл в «Миннесоте» до переезда в Даллас), Сергей Макаров (2016, сыграл за «Даллас» всего 4 игры) и Джером Игинла (2020, был выбран Далласом на драфте, но обменян в Калгари, не сыграв за «Старз» ни одной игры).
В Зал славы ИИХФ введены игравшие в разные годы за «Старз» Хельмут Балдерис (1998, сыграл один сезон за «Миннесоту»), Сергей Макаров (2001), Артур Ирбе (2010, один сезон за «Старз»), Теппо Нумминен (2013, один сезон), Валерий Каменский (2013, один сезон), Йере Лехтинен (2018) и Майк Модано (2019).
В 2022 году был учрежден Зал славы команды «Даллас Старз». Первыми его участниками стали бывший генеральный менеджер и главный тренер Боб Гейни, а также многолетний капитан команды Дериан Хэтчер. Церемонию введения первых членов в Зал славы назначили на 30 октября. 11 июля 2023 года объявили, что во втором классе участникоа Зала славы «Старз» будут вратарь Эд Бельфор и тренер Кен Хичкок, которые привели команду к Кубку Стэнли.

## Статистика
| Сезон   | И  | В  | П  | ПО | Очки | ШЗ  | ШП  | Место          | Плей-офф |
| 2018-19 | 82 | 43 | 32 | 7  | 93   | 210 | 202 | 4, Центральный | победа в первом раунде, 4-2 («Нэшвилл Предаторз») поражение во втором раунде, 3-4 («Сент-Луис Блюз») |
| 2019-20 | 69 | 37 | 24 | 8  | 82   | 180 | 177 | 3, Центральный | победа в первом раунде, 4-2 («Калгари Флэймз») победа во втором раунде, 4-3 («Колорадо Эвеланш») победа в финале конференции, 4-1 («Вегас Голден Найтс») поражение в финале Кубка Стэнли, 2-4 («Тампа-Бэй Лайтнинг») |
| 2020-21 | 56 | 23 | 19 | 14 | 60   | 158 | 154 | 5, Центральный | не участвовали |
| 2021-22 | 82 | 46 | 30 | 6  | 98   | 238 | 246 | 4, Центральный | поражение в первом раунде, 3-4 («Калгари Флэймз») |
| 2022-23 | 82 | 47 | 21 | 14 | 108  | 285 | 218 | 2, Центральный | победа в первом раунде, 4-2 («Миннесота Уайлд») победа во втором раунде, 4-3 («Сиэтл Кракен») поражение в финале конференции, 2-4 («Вегас Голден Найтс»)                                                             |
| 2023-24 | 82 | 52 | 21 | 9  | 113  | 298 | 234 | 1, Центральный | победа в первом раунде, 4-3 («Вегас Голден Найтс») победа во втором раунде, 4-2 («Колорадо Эвеланш») поражение в финале конференции, 2-4 («Эдмонтон Ойлерз»)                                                         |
| 2024-25 | 82 | 50 | 26 | 6  | 106  | 277 | 224 | 2, Центральный | победа в первом раунде, 4-3 («Колорадо Эвеланш») победа во втором раунде, 4-2 («Виннипег Джетс») поражение в финале конференции, 1-4 («Эдмонтон Ойлерз»)                                                             |

## Команда

### Текущий состав
|                           | Игрок               | Страна                    | Хват    | Дата рождения             | Рост (см) | Вес (кг) | Средняя зарплата ($) | Контракт до |
| Вратари                   | Вратари             | Вратари                   | Вратари | Вратари                   | Вратари   | Вратари  | Вратари              | Вратари     |
| ------------------------- | ------------------- | ------------------------- | ------- | ------------------------- | --------- | -------- | -------------------- | ----------- |
| 1                         | Кейси Десмит        | Соединённые Штаты Америки | Левый   | 13 августа 1991 (33 года) | 183       | 82       | 1,000,000            | 2026/27     |
| 29                        | Джейк Оттинджер     | Соединённые Штаты Америки | Левый   | 18 декабря 1998 (26 лет)  | 193       | 96       | 8,250,000            | 2032/33     |
| 33                        | Магнус Хелльберг    | Швеция                    | Левый   | 4 апреля 1991 (34 года)   | 196       | 86       | 775,000              | 2024/25     |
| Защитники                 |                     |                           |         |                           |           |          |                      |             |
| 2                         | Брендан Смит        | Канада                    | Левый   | 8 февраля 1989 (36 лет)   | 188       | 96       | 1,000,000            | 2024/25     |
| 4                         | Миро Хейсканен — А  | Финляндия                 | Левый   | 18 июля 1999 (26 лет)     | 182       | 77       | 8,450,000            | 2028/29     |
| 5                         | Нильс Лундквист     | Швеция                    | Правый  | 27 июля 2000 (25 лет)     | 180       | 85       | 1,250,000            | 2025/26     |
| 6                         | Лиан Биксель        | Швейцария                 | Левый   | 18 мая 2004 (21 год)      | 195       | 98       | 918,333              | 2026/27     |
| 20                        | Кайл Капобьянко     | Канада                    | Левый   | 13 августа 1997 (27 лет)  | 185       | 89       | 775,000              | 2025/26     |
| -                         | Владислав Колячонок | Беларусь                  | Левый   | 26 мая 2001 (24 года)     | 185       | 86       | 775,000              | 2025/26     |
| 23                        | Эса Линделль — А    | Финляндия                 | Левый   | 23 мая 1994 (31 год)      | 191       | 97       | 5,250,000            | 2029/30     |
| 28                        | Алекс Петрович      | Канада                    | Правый  | 3 марта 1992 (33 года)    | 194       | 91       | 775,000              | 2025/26     |
| 46                        | Илья Любушкин       | Россия                    | Правый  | 6 апреля 1994 (31 год)    | 185       | 86       | 3,250,000            | 2025/26     |
| 55                        | Томас Харли         | Канада                    | Левый   | 19 августа 2001 (23 года) | 191       | 85       | 4,000,000            | 2025/26     |
| Левые крайние нападающие  |                     |                           |         |                           |           |          |                      |             |
| 14                        | Джейми Бенн — К     | Канада                    | Левый   | 18 июля 1989 (36 лет)     | 188       | 95       | 1,000,000            | 2025/26     |
| 21                        | Джейсон Робертсон   | Соединённые Штаты Америки | Левый   | 22 июля 1999 (26 лет)     | 191       | 95       | 7,750,000            | 2025/26     |
| Центрфорварды             |                     |                           |         |                           |           |          |                      |             |
| 10                        | Оскар Бек           | Швеция                    | Левый   | 12 марта 2000 (25 лет)    | 189       | 93       | 825,000              | 2026/27     |
| -                         | Радек Факса         | Чехия                     | Левый   | 9 января 1994 (31 год)    | 191       | 98       | 3,000,000            | 2026/27     |
| 15                        | Колин Блэкуэлл      | Соединённые Штаты Америки | Правый  | 28 марта 1993 (32 года)   | 175       | 86       | 775,000              | 2026/27     |
| 18                        | Сэм Стил            | Канада                    | Левый   | 3 февраля 1998 (27 лет)   | 180       | 83       | 2,100,000            | 2026/27     |
| 22                        | Маврик Бурк         | Канада                    | Правый  | 8 января 2002 (23 года)   | 180       | 84       | 950,000              | 2025/26     |
| 24                        | Роопе Хинц — А      | Финляндия                 | Левый   | 17 ноября 1996 (28 лет)   | 191       | 93       | 8,450,000            | 2030/31     |
| 49                        | Джастин Грицковиан  | Канада                    | Левый   | 23 февраля 2001 (24 года) | 178       | 88       | 870,000              | 2025/26     |
| 53                        | Уайатт Джонстон     | Канада                    | Правый  | 14 мая 2003 (22 года)     | 185       | 81       | 8,400,000            | 2029/30     |
| 91                        | Тайлер Сегин — А    | Канада                    | Правый  | 31 января 1992 (33 года)  | 185       | 91       | 9,850,000            | 2026/27     |
| 95                        | Мэтт Дюшен          | Канада                    | Правый  | 16 января 1991 (34 года)  | 180       | 86       | 4,500,000            | 2028/29     |
| Правые крайние нападающие |                     |                           |         |                           |           |          |                      |             |
| 12                        | Артту Хюрю          | Финляндия                 | Левый   | 6 апреля 2001 (24 года)   | 187       | 95       | 870,000              | 2025/26     |
| -                         | Натан Бастиан       | Канада                    | Правый  | 6 декабря 1997 (27 лет)   | 193       | 93       | 775,000              | 2025/26     |
| 17                        | Коул Линд           | Канада                    | Правый  | 16 октября 1998 (26 лет)  | 185       | 84       | 775,000              | 2025/26     |
| 96                        | Микко Рантанен      | Финляндия                 | Левый   | 29 октября 1996 (28 лет)  | 193       | 96       | 12,000,000           | 2032/33     |

### Штаб
| Должность            | Имя            | Страна | Дата рождения             | В должности |
| -------------------- | -------------- | ------ | ------------------------- | ----------- |
| Генеральный менеджер | Джим Нилл      | Канада | 11 апреля 1958 (67 лет)   | с 2013 года |
| Главный тренер       | Глен Галуцан   | Канада | 12 августа 1971 (53 года) | с 2025 года |
| Помощник тренера     | Ален Насреддин | Канада | 10 июля 1975 (50 лет)     | с 2022 года |
| Помощник тренера     | Нил Грэм       | Канада | 21 апреля 1985 (40 лет)   | с 2025 года |
| Помощник тренера     | Давид Пеллетье | Канада | 22 ноября 1974 (50 лет)   | с 2025 года |
| Тренер вратарей      | Джефф Риз      | Канада | 24 марта 1966 (59 лет)    | с 2015 года |

### Неиспользуемые номера
- 7 — Нил Бротен, центральный нападающий (1981—1995). Выведен из обращения 7 февраля 1998 года.
- 8 — Билл Голдсуорси, крайний нападающий (1967—1977). Выведен из обращения 15 февраля 1992 года.
- 9 — Майк Модано, центральный нападающий (1989—2010). Выведен из обращения 8 марта 2014 года[68].
- 19 — Билл Мастертон, центральный нападающий (1967—1968). Выведен из обращения 17 января 1987 года.
- 26 — Йере Лехтинен, крайний нападающий (1995—2010). Выведен из обращения 24 ноября 2017 года.[75]
- 56 — Сергей Зубов, защитник (1996—2009). Выведен из обращения 28 января 2022 года.[95]

## Индивидуальные рекорды
- Наибольшее количество заброшенных шайб за сезон: Майк Модано (1993-94) — 50
- Наибольшее количество результативных передач за сезон: Брэд Ричардс (2009-10) — 67
- Наибольшее количество очков за сезон: Джейсон Робертсон (2022-23) — 109 (46+63)
- Наибольшее количество бросков в створ ворот среди защитников в регулярных чемпионатах: Сергей Зубов (1996—2009) — 1694
- Наибольшее количество голов в большинстве среди защитников в регулярных чемпионатах: Сергей Зубов (1996—2009) — 60
- Наибольшее количество голов в меньшинстве среди защитников в регулярных чемпионатах: Сергей Зубов (1996—2009) — 3
- Наибольшее количество победных голов среди защитников в регулярных чемпионатах: Сергей Зубов (1996—2009) — 20
- Наибольшее количество очков за сезон среди защитников: Сергей Зубов (2005-06) — 71 (13+58)
- Наибольшее количество очков в регулярных чемпионатах: Майк Модано (1993—2010) — 1050 (434+616)
- Наибольшее количество голов, передач и очков, набранных защитником в регулярных чемпионатах: Сергей Зубов (1996—2009) — 111 голов, 438 передач, 549 очков
- Наибольшее количество штрафных минут за сезон: Шейн Черла[англ.] (1993-94) — 333
- Наибольшее количество игр в регулярных чемпионатах среди вратарей: Марти Турко (2000—2010) — 509
- Наибольшее количество побед в регулярных чемпионатах среди вратарей: Марти Турко (2000—2010) — 262
- Наибольшее количество «сухих» игр в регулярных чемпионатах: Марти Турко (2000—2010) — 40